# Yana Dementyeva
Pour les articles homonymes, voir Dementieva.
Yana Dementieva (en ukrainien : Яна Михайлівна Дементьєва, Iana Mykhaïlivna Dementieva) est une rameuse ukrainienne, née le 23 octobre 1978 à Kharkiv.

## Biographie
Aux Jeux olympiques d'été de 2012 à Londres, elle obtient avec Natalia Dovgodko, Anastasia Kozhenkova et Kateryna Tarasenko la médaille d'or de quatre de couple.

## Palmarès

### Jeux olympiques
- Jeux olympiques d'été de 2012 à Londres,  Royaume-Uni
  -  Médaille d'or en quatre de couple

### Championnats du monde
- 2010 à Hamilton,  Nouvelle-Zélande
  -  Médaille d'argent en quatre de couple
- 2009 à Poznań,  Pologne
  -  Médaille d'or en quatre de couple

### Championnats d'Europe
- 2010 à Montemor-o-Velho,  Portugal
  -  Médaille d'or en quatre de couple
- 2009 à Brest,  Biélorussie
  -  Médaille d'or en quatre de couple
- 2008 à Athènes,  Grèce
  -  Médaille d'or en deux de couple